# F-16 Solo Display Team (Bélgica)
El F-16 Solo Display Team del Componente Aéreo Belga es un equipo de exhibición aérea belga que usa un solo F-16 Fighting Falcon para sus demostraciones de vuelo. Fue creado en 1979 y ha estado activo ininterrumpidamente hasta la actualidad, a lo largo de la historia del equipo el F-16 ha sido pilotado por numerosos pilotos de la Fuerza Aérea Belga (ahora denominada Componente Aéreo Belga).

## Pilotos

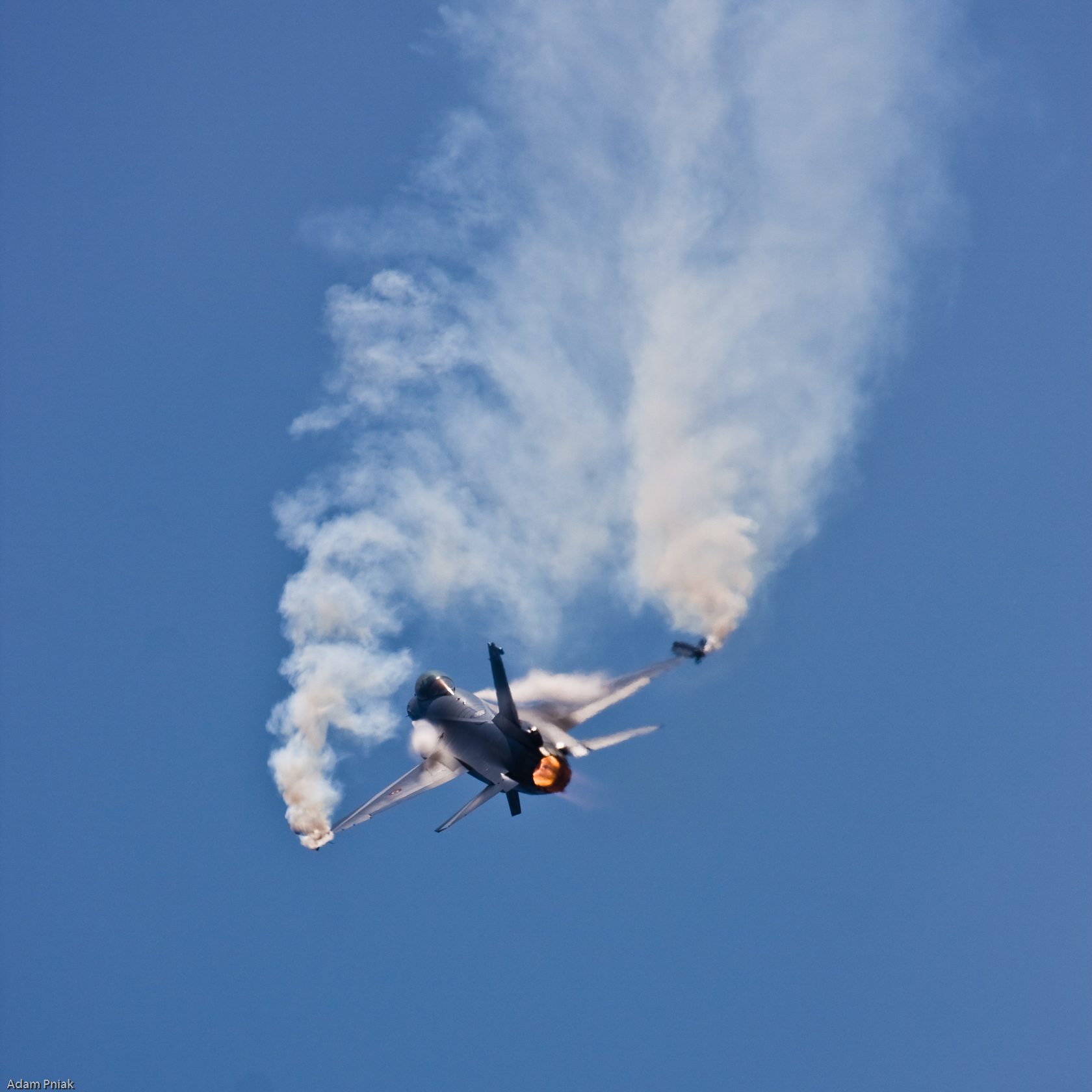
F-16 belga en el Festival Aéreo de la República Checa de 2008, en Brno.

Referencia:
| Piloto                    | Periodo           |
| ------------------------- | ----------------- |
| Maj. Jozef Deheyn         | 1979 - 1981       |
| Cdt. Jean-Marie Toussaint | 1982 - 1983       |
| Cdt. Mark Anthony         | 1984 - 1987       |
| Cdt. Daniel Faye          | 1987              |
| Maj. Erwin De Decker      | 1988 - 1990       |
| Cdt. Nathan De Permentier | 1988 - 1992       |
| Maj. Marc Bongartz        | 1993              |
| Cdt. Jean-Jacques De Wael | 1993 - 1997       |
| Cdt. Rudy Theys           | 1994 - 1996       |
| Cdt. Danny Meersman       | 1998 - 2001       |
| Cdt. Rudy Schoukens       | 2000 - 2002       |
| Cdt. Michael Koos         | 2003              |
| Cdt. John Vandebosch      | 2003 - 2005       |
| Cdt. Michael Artiges      | 2006 - 2008       |
| Cdt. Michel Beulen        | 2009 - actualidad |